# Australomimetus subspinosus
Australomimetus subspinosus là một loài nhện trong họ Mimetidae.
Loài này thuộc chi Australomimetus. Australomimetus subspinosus được miêu tả năm 1986 bởi Heimer.